# Nacoleiopsis
Nacoleiopsis és un gènere d'arnes de la família Crambidae. Conté només una espècie, Nacoleiopsis auriceps, que es troba a Sakhalín.